# Romanus Teller (Theologe)

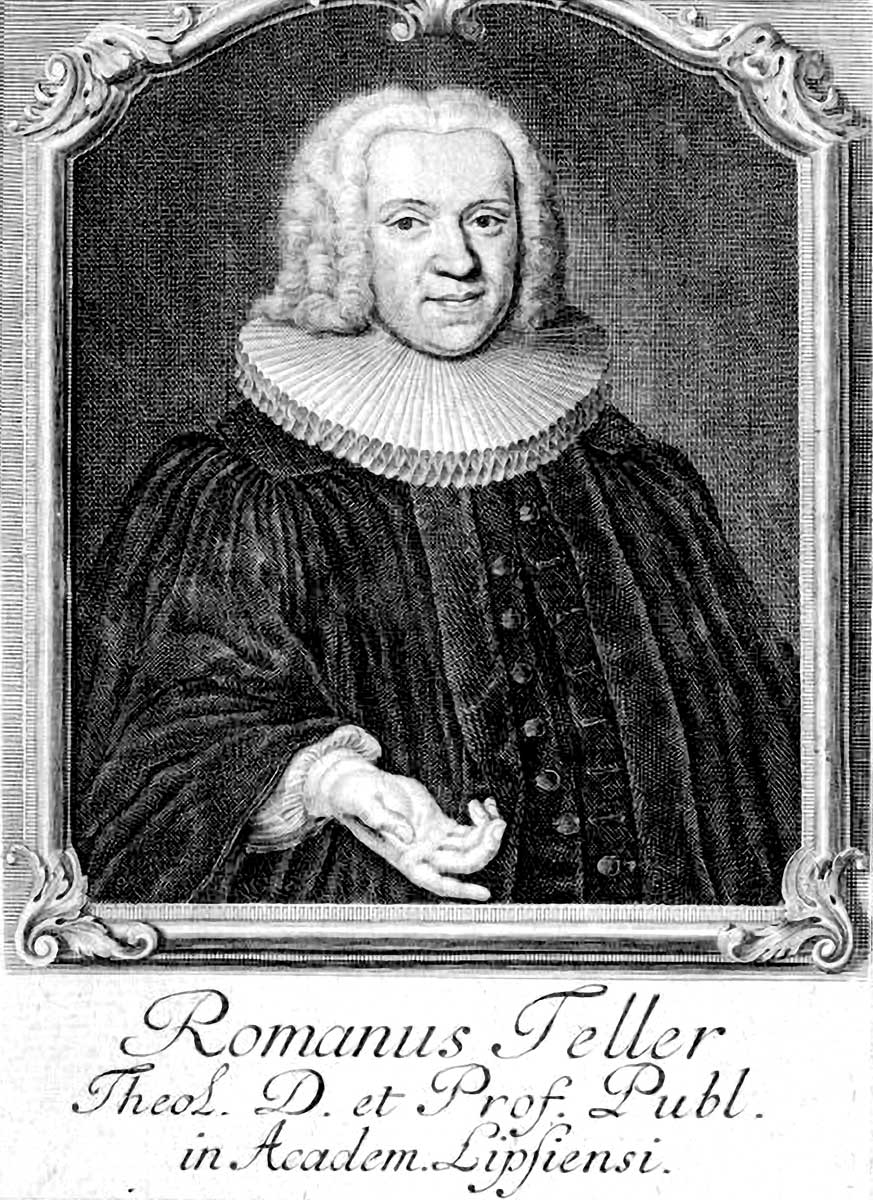
Romanus Teller

Romanus Teller (* 21. Februar 1703 in Leipzig; † 5. April 1750 ebenda) war ein deutscher lutherischer Theologe.

## Leben
Teller, ein Sohn des gleichnamigen Archidiakons an der Nikolaikirche Romanus Teller und dessen Frau Susanna Marie, der Tochter des Konrektors in Weimar Johann Christian Kromayer, hatte den ersten Unterricht vom Vater erhalten und wurde von Privatlehrern ausgebildet. 1719 bezog er die Universität Leipzig, wo er ursprünglich Medizin studieren wollte. Er entschied sich jedoch im Studienverlauf, sich dem Studium der Theologie zu widmen, wozu er die Vorlesungen von Georg Philipp Olearius, Johannes Cyprian, Johann Christoph Gösgen und Johann Gottlob Pfeiffer besuchte. 1720 wurde er Baccalaureus und 1721 Magister der Philosophie. Ebenfalls 1721 habilitierte er sich. 1723 wurde er Baccalaureus der Theologie, im selben Jahr Katechet an der Peterskirche und 1726 Sonnabendprediger an der Thomaskirche.
1730 folgte er einem Ruf als Diakon an die St.-Maximi-Kirche in Merseburg. 1732 kehrte er nach Leipzig als Frühprediger und Oberkatechet an die Peterskirche zurück, wurde 1737 Subdiakon an der Thomaskirche und 1739 Diakon ebenda. 1738 hatte man ihn zum außerordentlichen Professor an der Leipziger Hochschule berufen. 1739 erwarb er das Lizentiat der Theologie und er wurde 1740 ordentlicher Professor der Theologie. Er promovierte 1741 mit der Dissertation de inaequalitate peccatorum zum Doktor der Theologie, stieg 1745 in die dritte theologische Professur in Leipzig auf und war damit verbunden Kanoniker in Zeitz, Pastor der Thomaskirche sowie 1748 Assessor am Leipziger Konsistorium.

## Familie
Aus seiner am 27. Februar 1732 in Leipzig geschlossenen Ehe mit Wilhelmine Sophie Schütz (* 23. November 1710 in Leipzig; † 15. März 1754 ebd.), Tochter des Theologen Friedrich Wilhelm Schütz (* 10. Februar 1677 in Leipzig; † 27. Januar 1739 ebd.) und dessen Frau Dorothea Schreiter (* 14. September 1678 in Wurzen; † 15. April 1726 in Leipzig), sind zwölf Kinder hervorgegangen. Von den Kindern kennt man:
- Romanus Teller (* 21. Dezember 1732 in Leipzig; † 15. April 1779 ebd.) Dr. jur. und Stadtrichter
- Romanus Zacharias Teller (* u. † 20. Januar 1733)
- Wilhelm Abraham Teller (* 9. Januar 1734 in Leipzig; † 9. Dezember 1804 in Berlin) Theologe
- Johann Friedrich Teller (* 21. April 1735 in Leipzig; † 5. Januar 1816 in Zeitz) Pfarrer und theol. Schriftsteller, Verh. I 13. Juni 1768 mit Christian Dorothea Gabriel († 19. September 1799) die Tochter eines Leipziger Rittmeisters verh. II 9. November 1800 Augusta Perpeta Hempel († 4. Februar 1818) die Witwe des Pfarrers Hohendorf Krell (kinderlos)
- Georg Christian Teller (* 6. Mai 1736 in Leipzig)
- Sophia Margaretha Teller (* 28. April 1738; † 1739)
- Susanna Sophia Teller (* 19. September 1740 in Leipzig)
- Heinrich Gottlob Teller (* 4. März 1742 in Leipzig; † 1809 in Zittau) Pfarrer Zittau
- Romanus Augustus Teller (* 19. Juni 1744 in Leipzig)
- Johanna Wilhelmina Teller (* 25. Juli 1745 in Leipzig; † 1780)
- Romanus Gotthold Teller (* 19. April 1748 in Leipzig)

## Schriften
- Epistola de eo, quod justum est circa determinanda problemata theologica. Leipzig 1724
- Demonstrationes homiletico-theologicae. Leipzig 1727
- Vier geistliche Reden bei Gelegenheit eines göttlichen Rufs zum Amte Gottes. Merseburg 1731
- Predigt von dem Unterschied der Feinde und Freunde des Kreuzes Christi. Leipzig 1732
- J. A. Schmidii Compendium Teologiae moralis, cum praesatione, adnotatione et dissertatione de trina sacrae moralis methodo. Leipzig 1733, II Teil Leipzig 1738, 3. Teil Leipzig 1747
- Untersuchung etlicher Wahrheiten der christlichen Glaubenslehre. Merseburg 1734
- Predigt vom Glück. Leipzig 1735
- Drei Stücke der Menschlichen Klugheit. Leipzig 1735
- Sammlung moralischer Reden, so an heiliger Stätte gehalten worden. Eisleben 1736
- Die Kraft des Leidens Jesu in dem Gebete des Herrn. Leipzig 1737
- Vernunft- und schriftmäßige Betrachtung über auserlesene Materien der christlichen Glaubens und Sittenlehre, nach Anleitung der Sonn- und Festtagsevangelien. Leipzig 1738
- Diss. de tribus sacrae morum doctrinae methodis. Leipzig 1738
- Progr. de philosopismo exegetico. Leipzig 1738
- Diss. de constantia fidei confessorem docente, ad Apoc. 3, 11. Leipzig 1739
- Decas Dissertionum sacrarum ad causas hermeneuticas spectantium. Leipzig 1740
- Progr. Commentatio de argumento theologico. Leipzig 1740
- Oratio de pietate doctoris academici erga praeceptorum suum, in cujus locum ipse succedit. Leipzig 1740
- Abschieds und Antrittspredigt. Leipzig 1740
- Neue Sammlung geistlicher Reden, nach Veranlassung der ordentlichen Evangelien auf alle Sonn- und Feiertage. Leipzig 1741
- Diss. I. et II de inaequalitate peccatorum. Leipzig 1741–1742
- Dritte Sammlung geistlicher Reden, welche zur Erläuterung wichtiger Wahrheiten unserer allerheiligsten Religion an den Sonn- und Festtagen durch’s ganze Jahr vor öffentlicher Versammlung gehalten worden. Leipzig 1744
- Das Bußpredigten die besten Weihnachtspredigten sind, am zweiten Weihnachtsfeiertage in einer Predigt ausgeführt. Leipzig 1745
- Zwei Worte mit Gott zu reden. Ein Wort der Demuth: Wir sind voll Verachtung! Und ein Wort der Hoffnung: Herr sei uns gnädig! Eine Predigt am Neujahrstage  1746. Frankfurt und Leipzig 1746
- Die Freunde sechs unerkannter Sünden, als Feinde des Kreuzes Christi, an den sechs Fastentagen 1746 gepredigt. Leipzig 1746
- Osterprogramm. Leipzig 1747
- Progr. super Coheleth. 11, 3. Leipzig 1747
- Die Liebe zu Gott, zu dem Nächsten und zu den Geschöpfen überhaupt, in drei geistlichen Reden vorgestellt. Leipzig 1748
- Die Sabbathfeier als ein kräftiges Mittel zur wahren Demüthigung. Leipzig 1748
- Kraft und Segen aus der Fülle des leidenden Jesu. Leipzig 1748
- Die vier stärksten Beweisgründe, daß Jesus von Nazareth der wahre Messias sei, wie dieselben an den vier Adventssonntagen 1748 vorgetragen worden. Leipzig 1749
- Die Seeligkeit der Menschen in Beobachtung ihrer höchsten Schuldigkeit, eine Predigt. Leipzig 1749
- Progr. de signis Ecclesiae. Leipzig 1749
- Progr. super 2. Timoth. 4, 2. Leipzig 1749
- Progr. super Joh. 1, 17. Leipzig 1749
- Die heilige Schrift Alten und Neuen Testaments, nebst einer vollständigen Erklärung derselben, welche aus den auserlesenen Anmerkungen verschiedener englischer Schriftsteller zusammengetragen, und zuerst in der französischen Sprache an’s Licht gestellt, nunmehr aber in dieser deutschen Uebersetzung (von J. D. Heyde) auf’s neue durchgesehen, und mit vielen Anmerkungen begleitet worden. Leipzig 1749–1750 2. Teile
- Letzte Worte am Neujahrstage 1750 über das ordentliche Evangelium geredet. Leipzig 1750
- Davidis Hollazii Examen acromatico-theologicum, multis animadversionibus auctum et illustratum, et praesatione adornatum. Leipzig 1750
- Ausgesuchte Sammlung heiliger Reden, in den die merkwürdigen Denksprüche und Sprüchwörter unserer Zeiten bei Gelegenheit der gewöhnlichen Sonn- und Festtagsevangelien vernunft- und schriftmäßig erklärt und geprüft, auch andere Materien abgehandelt werden, wie solche zu St. Petri und zu St. Thomas in Leipzig größtenteils im Jahre 1745 vor der Gemeinde des Herrn gehalten worden. Leipzig 1751